# Sincil Bank Stadium

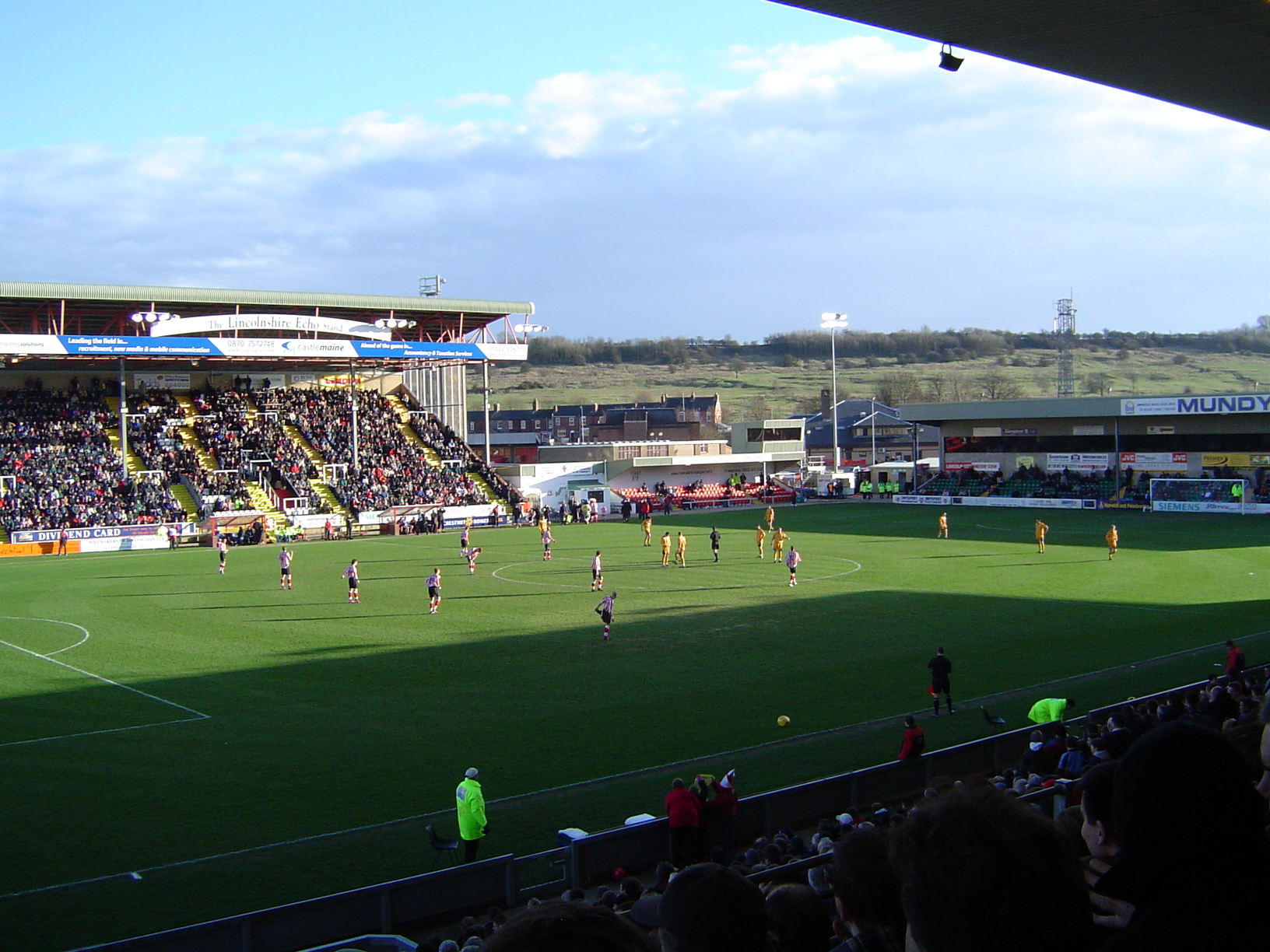
Sincil Bank Stadium.

Sincil Bank Stadium är en fotbollsarena i Lincoln i England och hemmaarena för Lincoln City, som mestadels har spelat i engelska ligans två lägsta divisioner. Klubben har spelat på Sincil Bank Stadium sedan 1895. 
Arenan ligger vid Scorer Street i Lincoln. Den tar drygt 10 000 åskådare på fem läktare. 